# Haderslev

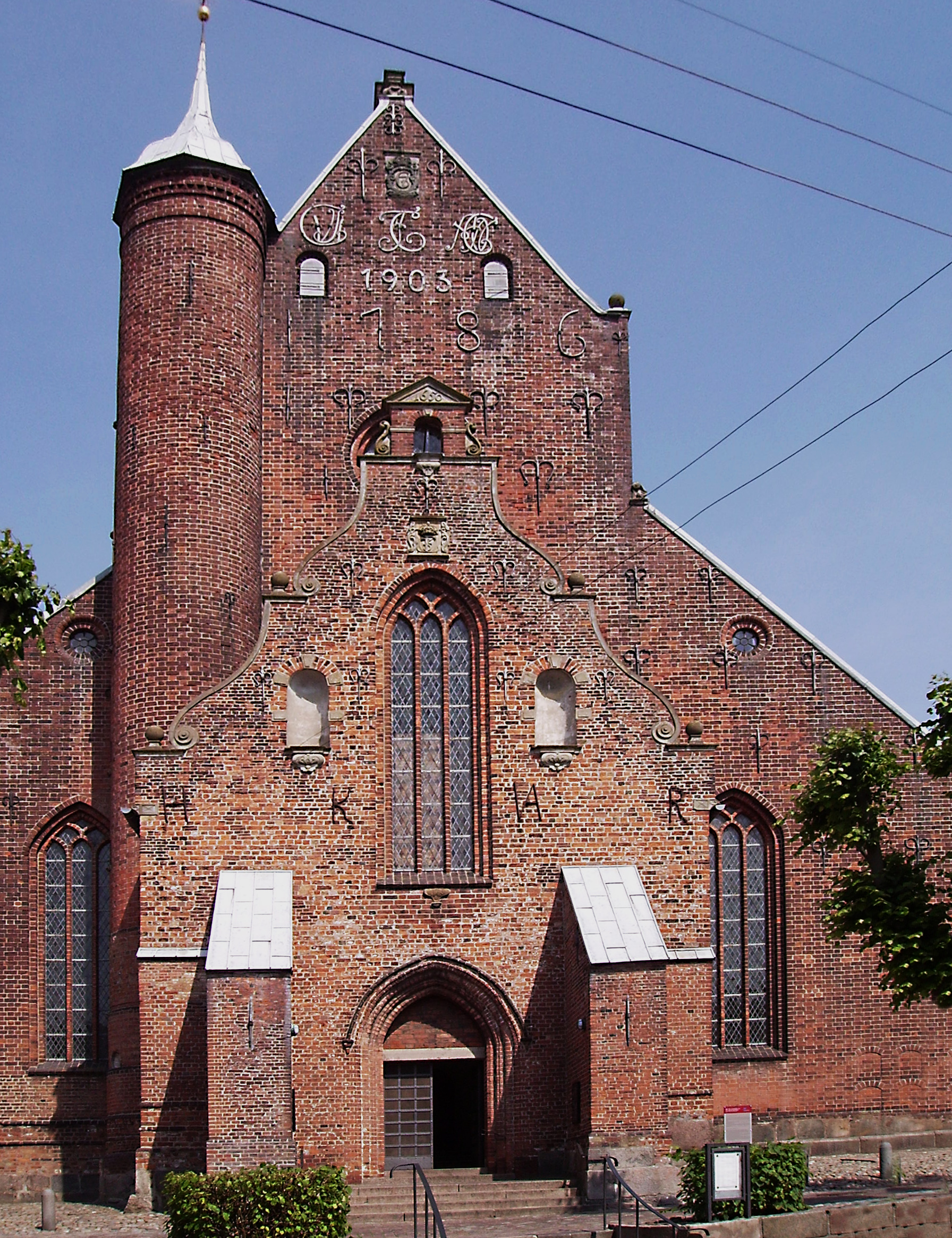
Catedrala

Haderslev este un oraș în Danemarca.